# Macro-unidad geográfica
Una macro unidad geográfica (MUG) es, en geografía, la denominación técnica para los grandes sectores de tierras emergidas correspondiente al término continente de uso habitual. El término MUG designa los conjuntos individualizados por consideraciones históricas o políticas antes que por principios geológicos. Oceanía, por ejemplo, no es un continente, aunque incluya a la isla-continente de Australia, y Europa es, en rigor, un subcontinente del continente llamado Euroasia. América, que es un continente único, puede fácilmente percibirse como subdividido en tres MUGs: América del Norte, América Central, América del Sur. Europa y Asia forman el supercontinente de Euroasia.
Las MUGs habitualmente reconocidas son:
1. África;
2. América Central y Antillas;
3. América del Norte;
4. América del Sur;
5. Antártida;
6. Eurasia;
7. Oceanía.